# Самойлова-Мичурина, Вера Васильевна
Ве́ра Васи́льевна Само́йлова-Мичу́рина (1824—1880) — российская актриса из актёрской династии Самойловых. Известна также как Самойлова 2-я. Дочь В. М. и С. В. Самойловых, сестра Василия Васильевича, Надежды Васильевны, Марии Васильевны Самойловых. Её племянники — известные артисты петербургского Александринского театра Николай Васильевич Самойлов 2-й и Павел Васильевич Самойлов.

## Биография
До 1840 года училась в частном пансионе Ферай. На сцене Александринского театра дебютировала в роли Варвары в пьесе Н. И. Филимонова «Князь Серебряный» 10 ноября 1841 года — в бенефис своей сестры Надежды. В следующем году, после дебюта в драме Родена «Ифигения в Авлиде» она была принята в труппу театра. Первый большой успех был в пьесе В. Р. Зотова — «Дочь Карла Смелого», где она играла роль дурочки Микаэлы, простой, любящей и страдающей девушки — роль, требовавшую не трагического подъёма, а только искренности чувства. Молодая артистка поразила всех своим исполнением; автор пьесы даже воспел её в стихах. Новые трагические роли (в «Разбойниках», «Отелло», «Коварство и любовь») не способствовали её карьере. Её амплуа ярко проявилось в 1844 году, — в пьесе «Прихоть кокетки». Роль молодой светской женщины княгини Томилиной, наивной кокетки, была оттенена ею с такой простотой и грацией, что эта довольно слабая пьеса долго держалась в репертуаре. С тех пор и определилась область творчества Веры Самойловой — роли светских дам и девиц. Роль Софьи в «Горе от ума» была торжеством артистки. И. С. Тургенев написал для неё две одноактные пьесы: «Провинциалка» и «Где тонко, там и рвётся»; А. М. Жемчужников — комедию «Странная ночь»; Ф. Ф. Корф — комедию «Белая камелия», и никогда потом эти пьесы не видали такой тонкой художественной исполнительницы. Такова же была её игра в пьесах «Отставной театральный музыкант и княгиня», «Евгений Онегин», «Окно во втором этаже». Прекрасно удавалась ей и роль Маши в «Холостяке» Тургенева.
Кроме классического репертуара, выступала также в популярных в середине XIX века пьесах-пословицах.
В 1853 году вышла замуж за полковника А. М. Мичурина и вынужденно (поскольку по тогдашним правилам, жены офицеров не могли быть актрисами, а на отставку Мичурина не согласился император Николай I) оставила сцену; как писал театральный летописец А. И. Вольф она «сошла со сцены в полном цвете лет и полном развитии таланта». Некоторое время была учительницей в Императорской театральной школе; после смерти мужа (1877) давала и у себя дома уроки драматического искусства — среди её учеников были Анненкова-Бернар, Александра Брошель, И. П. Уманец-Райская, Глафира Мартынова и др.
Её дочь — выдающаяся актриса Вера Аркадьевна Мичурина-Самойлова.

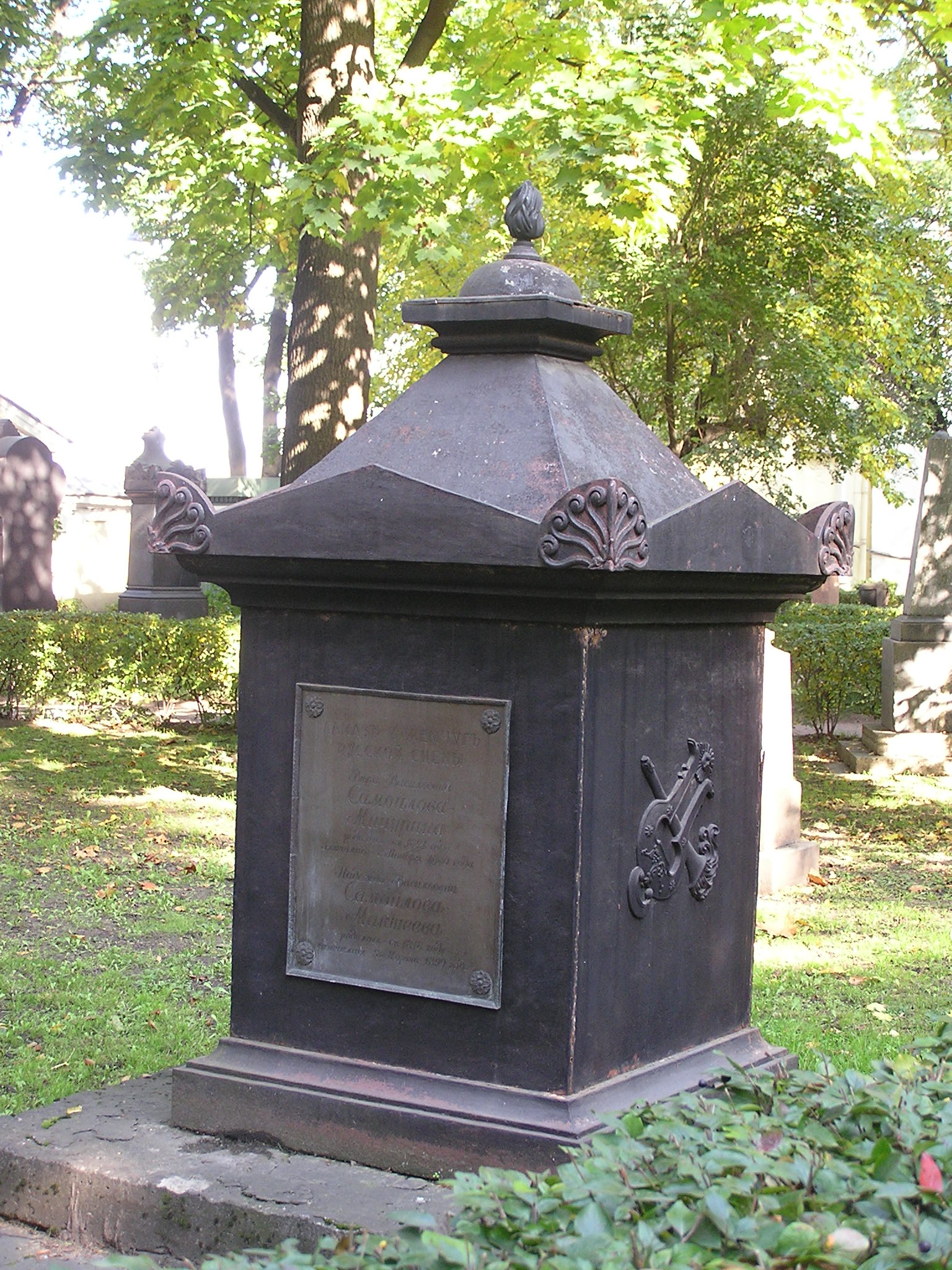
Могила В. В. Самойловой на Некрополе мастеров искусств Александро-Невской лавры в Санкт-Петербурге

Евдокия Яковлевна Панаева писала в своих мемуарах (А. Панаева Воспоминания. — М.: Захаров, 2002. — 448 с. — ISBN 5-8159-0198-9): 
 «Вера Васильевна Самойлова покинула сцену скоро, несмотря на то, что её игру публика очень ценила. Даже государь Николай Павлович одно время каждый раз бывал в театре, когда она играла, и часто в антрактах выходил на сцену и разговаривал с ней. Но А. М. Гедеонов невзлюбил Веру Васильевну. Она держала себя с ним гордо. Закулисные сплетни раздували неприязнь, и разные чиновники, разумеется, доносили Гедеонову о каждом слове, сказанном о нём В. В. Самойловой.
Контракт её с дирекцией кончался, и надо было возобновлять его, но Гедеонову этого не хотелось, и он, что называется, допекал её не мытьем, так катаньем. Самойлова потребовала новый лиф к бархатному платью для одной роли. Это такой пустяк, о котором никогда не докладывают директору, а тут услужливые чиновники доложили ему. Гедеонов велел ей ответить, что „и старый хорош для неё“. На репетиции В. В. Самойлова объявила, что не выйдет на сцену в старом лифе. Сшить лиф можно было в несколько часов, тем более, что бархатное платье Самойлова должна была надеть в последнем акте. Гедеонову нужно было, чтобы государь присутствовал в театре, когда Вера Васильевна исполнит своё слово и не выйдет на сцену. Он назначил танцевать в дивертисмент тех воспитанниц, которых государь любил видеть. Государь, точно, приехал в театр, но к последнему акту драмы. В то время за кулисами уже происходила история. Вера Васильевна сидела в уборной и не надевала старого лифа. Антракт затянулся. Государь послал узнать, почему не поднимают занавес. Гедеонов явился в ложу государя и доложил, что Самойлова не хочет одеваться, потому что ей не сделали нового бархатного платья, что она предъявляет такие невероятные требования по своему гардеробу, которые влекут страшные расходы.

— Скажи, что я приказываю ей выйти на сцену, — ответил государь.

Гедеонов, торжествуя, передал волю государя Самойловой. Конечно, она поспешила выйти на сцену. Если бы она знала, что государь приехал в театр, то, разумеется, не стала бы входить в препирательства с Гедеоновым. После этого спектакля она сама не захотела возобновить условия с дирекцией и, покинув сцену, вышла замуж. (Примечание: Вера Самойлова вышла за офицера Мичурина в 1853 году. История с лифом произошла значительно раньше)».
Похоронена была рядом с родителями, в Троице-Сергиевой приморской пустыни. На могильном памятнике было написано: «Алмаз и жемчуг русской сцены». При уничтожении кладбища пустыни была перезахоронена, в 1931 году, в Некрополе мастеров искусств Александро-Невской лавры в Санкт-Петербурге. Тогда же был перенесён и памятник.

## Комментарии
1. ↑  Летом 1842 года в Александринском театре Самойловой 1-й ещё числилась её мать Софья Васильевна, ещё игравшая небольшие роли пожилых женщин, а Самойловой 2-й — её сестра Надежда. Вера Васильевна стала Самойловой 3-й. Но с октября 1843 года, после ухода матери из театра, Надежда Васильевна значилась Самойловой 1-й, а Вера Васильевна — Самойловой 2-й.